# Non sono più qui
Non sono più qui (Ya no estoy aquí) è un film del 2019 scritto e diretto da Fernando Frías de la Parra.
È stato selezionato per rappresentare il Messico nella categoria per il miglior film internazionale ai premi Oscar 2021, riuscendo a rientrare nella shortlist dei semifinalisti.

## Distribuzione
Il film è stato presentato in anteprima al Festival internazionale del cinema di Morelia il 20 ottobre 2019, e distribuito a livello globale sulla piattaforma Netflix a partire dal 27 maggio 2020.

## Riconoscimenti
- 2019 - Cairo International Film Festival[5]
  - Piramide d'oro al miglior film
  - Miglior attore a Juan Daniel García
- 2020 - Ashland Independent Film Festival[6]
  - Miglior film
- 2020 - Göteborg Film Festival
  - Candidatura per il miglior film
- 2020 - Premio Ariel[7][8]
  - Miglior film
  - Miglior regista a Fernando Frías de la Parra
  - Miglior sceneggiatura a Fernando Frías de la Parra
  - Miglior interprete rivelazione a Juan Daniel García
  - Miglior fotografia a Damián García
  - Miglior montaggio a Yibran Asuad e Fernando Frías de la Parra
  - Miglior scenografia a Taísa Malouf Rodrigues e Gino Fortebuono
  - Migliori costumi a Magdalena de la Riva e Gabriela Fernández
  - Miglior trucco a María Elena López ed Itzel Peña García
  - Miglior sonoro a Javier Umpiérrez, Yuri Laguna, Olaitan Agueh, Michelle Couttolenc e Jaime Baksht
  - Candidatura per il miglior interprete rivelazione a Coral Puente
  - Candidatura per i migliori effetti speciali a José Martínez
  - Candidatura per i migliori effetti visivi a Sasha Korellis e Catherine Tate
- 2020 - Toulouse Latin America Film Festival
  - Candidatura per il Gran Premio della giuria
- 2021 - Directors Guild of America Award[9]
  - Candidatura per il miglior regista debuttante a Fernando Frías de la Parra
- 2021 - Satellite Awards[10]
  - Candidatura per il miglior film straniero